# Rome, Pennsylvania
Rome là một thị trấn thuộc quận Bradford, tiểu bang Pennsylvania, Hoa Kỳ. Năm 2010, dân số của thị trấn này là 441 người.